# Glenn Geerts
Pour les articles homonymes, voir Geerts.
Glenn Geerts, né le 21 avril 1989, est un cavalier belge d'attelage.
Il est médaillé de bronze par équipes avec Dries Degrieck et Edouard Simonet aux Jeux équestres mondiaux de 2018.